# Визуальный и измерительный контроль
Визуальный и измерительный контроль (ВИК) — один из методов неразрушающего контроля, в первую очередь основан на возможностях зрения, объект контроля исследуется в видимом излучении. Контроль проводится с использованием простейших измерительных средств таких как: лупа, рулетка, УШС, штангенциркуль и т. д. С его помощью можно обнаружить: коррозионные поражения, трещины, изъяны материала и обработки поверхности и пр. Также проводят при помощи оптических приборов, что позволяет значительно расширить пределы естественных возможностей глаза.
Визуальный и измерительный контроль, например, полимерных и композитных материалов, сварных соединений, сооружений и технических устройств проводят с требованиями специально разработанной документации, примером может являться РД 03-606-03. Инструкции базируются на правилах безопасности утверждённых Ростехнадзором.

## Область применения
- На стадии входного контроля для выявления поверхностных дефектов материала (трещин, расслоений, забоин, шлаковых включений, раковин и пр.), а также отклонений геометрических размеров заготовок от изначальных[2].
- При подготовке деталей под сборку и сварку[2].
- После окончании сварки, либо на определённых её этапах — для выявления в сварном соединении поверхностных дефектов и несплошностей (раковин, пор, свищей, подрезов, прожогов, наплывов и пр.), а также при отклонении сварного шва от требований, установленных стандартами[2].
- На стадии технического диагностирования[2].

## Преимущества
Простой и информативный метод контроля, не требующий какого-либо дорогостоящего оборудования или специальных навыков. Достаточно высокая скорость проведения.

## Недостатки
Ограниченность исследования только видимой частью конструкции.

## При визуальном и измерительном контроле применяют
- шаблоны
- нутромеры микрометрические и индикаторные
- штриховые меры длины
- лупы
- угольники
- калибры
- эндоскопы
- угломеры с нониусом
- щупы
- штангенциркули
- толщиномеры
- микрометры
- поверочные плиты

Допускается применение других средств визуального и измерительного контроля при условии наличия методик их применения и соответствующих инструкций.

## Нормативно-техническая документация
- ГОСТ  Р 54907-2012 «Магистральный трубопроводный транспорт нефти и нефтепродуктов. Техническое диагностирование. Основные положения»
- ГОСТ  Р ИСО 17637-2014 «Контроль неразрушающий. Визуальный контроль соединений, выполненных сваркой плавлением»
- ГОСТ  Р 8.563-2009 «Государственная система обеспечения единства измерений. Методики (методы) измерений»
- ГОСТ 8.051-81 «Государственная система обеспечения единства измерений. Погрешности, допускаемые при измерении линейных размеров до 500 мм»
- ГОСТ 8.549-86 «Государственная система обеспечения единства измерений. Погрешности, допускаемые при измерении линейных размеров до 500 мм с неуказанными допусками»
- EN 13018:2001 «Европейский стандарт. Неразрушающий контроль. Визуальный контроль. Часть 1. Общие принципы »
- РД  03-606-03 «Инструкция по визуальному и измерительному контролю»